# CRH380D
CRH380D형 전철(중국어: CRH380D型电力动车组)은 2014년에 영업을 시작했으며, 최고 영업 속도 380km/h를 목표로 하고 있는 고속철도 차량이다. 8량 편성의 경우 CRH380D 모델로 기본이 되는 봄바디어 운송 회사의 제피로 380 실물 모형은 2010년 9월 독일 베를린에서 열린 이노트랜스 2010(InnoTrans)에 전시되었으며, 2012년에 첫번째 양산차가 완성되었다.

## 개요
2009년 9월 봄바디어 트랜스포테이션은 CRH380D 모델을 제작하기 위해 봄바디어 트랜스포테이션의 합작 회사인 CRRC 칭다오 시팡을 설립했다. 8편성 16량으로 구성되었고 40억 달러에 계약을 체결했다.
현재 중화인민공화국 철도부에서 중국고속철도 CRH1 모델을 별도로 운행하고 있다. 2010년 12월에 열차 모델이부여되면서 CRH380C에서 CRH380CL 모델로 개정되었고 그와 동시에 8량 편성은 CRH380D로 주문했고 16량 편성의 경우 CRH380DL로 주문했다.
그러나 2011년에 16량 편성으로 발주된 CRH380DL 모델이 CRH380D로 변경되면서 주문을 취소했다.
최초로 3편성이 순차별로 도입을 시작했고, 이후 시범 운행에 들어갔다.

## 객차 구성
차량 대상
- M - M차량
- T - T차량
- C - 운전실
- P - 팬터그래프

코치 유형
- ZY - 퍼스트 클래스 코치
- ZE - 세컨드 클래스 코치
- ZYE - 퍼스트 클래스／세컨드 클래스 코치
- ZEC - 세컨드 클래스 코치／식당치
- ZYT - 퍼스트 클래스／프리미엄 코치
- ZET - 세컨드 클래스／프리미엄 코치
- ZYS - 퍼스트 클래스／비지니스 코치
- ZES - 세컨드 클래스／비지니스 코치
- CA - 뷔페차
- WR - 침대차
- WG - 럭셔리 침대차

| 호차                | 1      | 2     | 3     | 4     | 5     | 6     | 7     | 8      |
| 유형1 (OAU카)       | ZYT    | ZE    | ZE    | ZEC   | ZE    | ZE    | ZE    | ZET    |
| 유형2 (시스템 모델) | ZYS    | ZE    | ZE    | ZE    | ZEC   | ZE    | ZE    | ZES    |
| 차량 구성           | MC     | TP    | M     | T     | T     | M     | TP    | MC     |
| 차량 장치           | 1호기  | 1호기 | 1호기 | 2호기 | 2호기 | 2호기 | 3호기 | 3호기  |
| 좌석1               | 6 + 32 | 84    | 84    | 45    | 84    | 81    | 84    | 4 + 50 |
| 좌석2               | 5 + 28 | 85    | 85    | 75    | 63    | 85    | 85    | 5 + 40 |

- ^1  No.CRH380D-1501 ~ CRH380D-1510편성까지 해당된다.

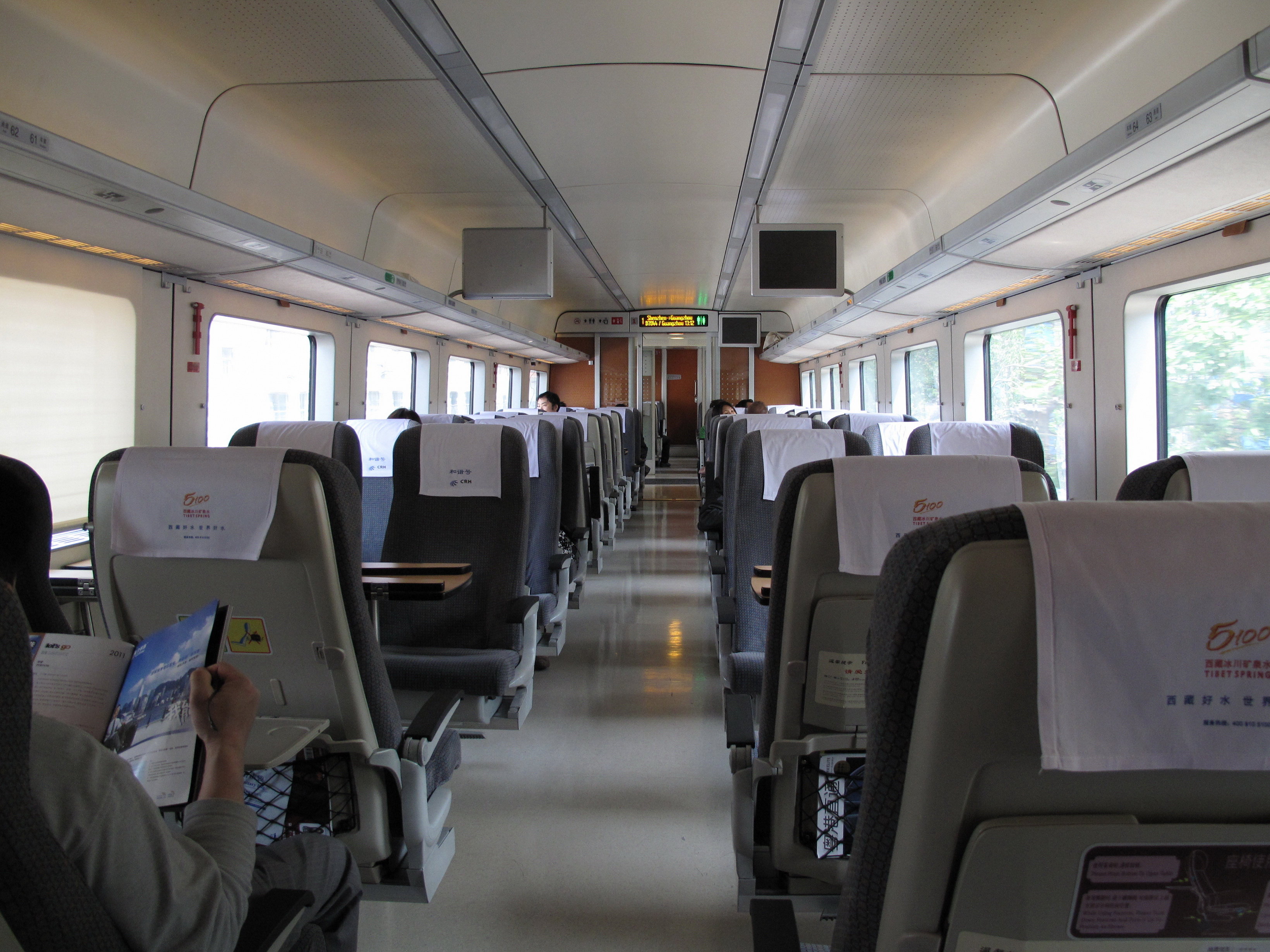
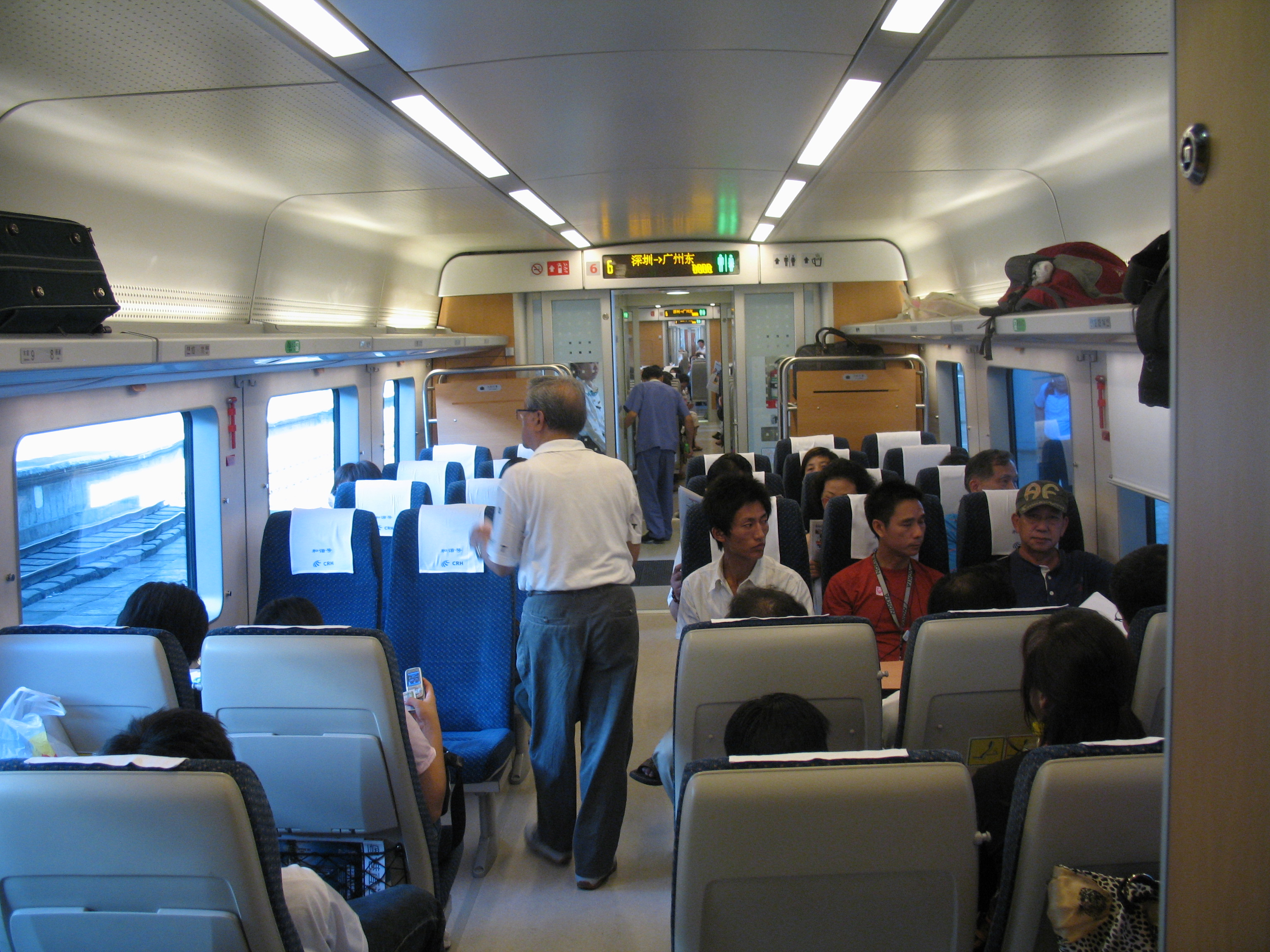
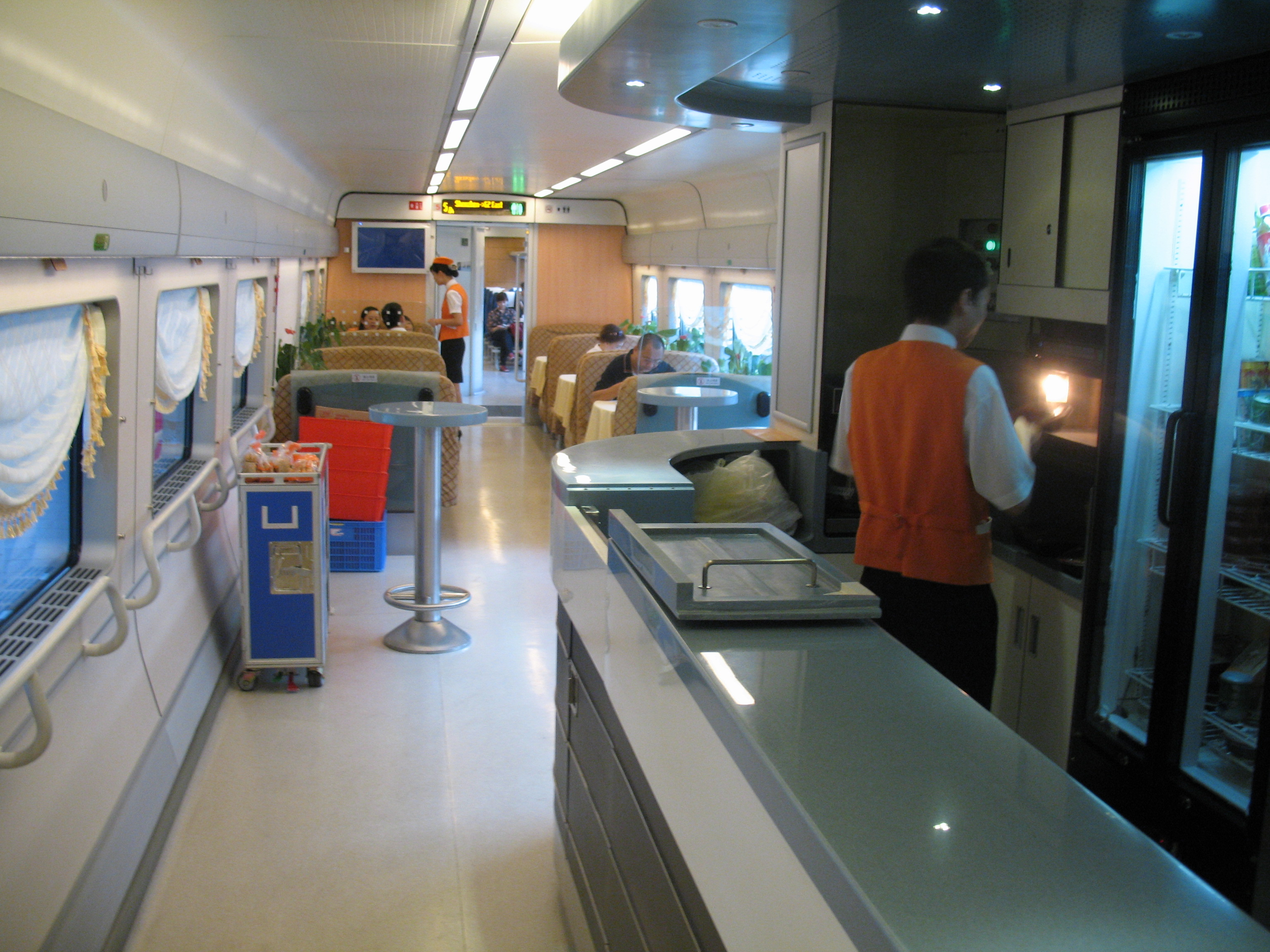

- ^2  No.CRH380D-1511 ~ CRH380D-1570편성까지 해당된다.

## 현황
| 소속          | 편성 | 차량 번호                                                        | 비고 |
| ------------- | ---- | ---------------------------------------------------------------- | ---- |
| CRH380D       |      |                                                                  |      |
| 청두 철도부   | 37   | CRH380D-1537~1560, 1563, 1564, 1567, 1568, 1571, 1572, 1578~1584 |      |
| 상하이 철도부 | 48   | CRH380D-1501~1536,1561,1562,1565,1566,1569,1570,1573~1577,1585   |      |

## 같이 보기
- CRH380A
- MTR CRH380A
- CRH380B
- CRH380C